# Keresés (film)
A Keresés (eredeti cím: Searching) 2018-ban bemutatott film, amelynek a főszereplője John Cho. A mellékszerepekben többek között Michelle La és Debra Messing látható.

## Cselekmény
David Kim jóban van a lányával, napi szinten beszélnek. David ezért furcsának találja, amikor a lánya nem veszi fel a telefont, aggódni kezd. Egy idő után az aggódás átmegy félelembe, és felhívja a zsarukat, hogy a lánya eltűnt. Az ügyet Vick nyomozó kapja, aki bele is veti magát a munkába. De David sem lankad, átnézi a lánya facebook profilját és felhívja az ismerőseit, de nem jut semmire.
Vick fia már egy ideje hamis személyazonossággal használja a közösségi médiát, és David lányával szoros kapcsolatot alakított ki. Amikor David lánya elment, Vick fia követni kezdte őt és véletlenül lelökte egy szakadékba. Ezért Vick úgy intézte, hogy ő kapja meg az ügyet, és próbálja eltussolni. De David rájön mindenre.

## Szereplők
- John Cho – David Kim
- Michelle La – Margot
- Debra Messing – Vick
- Joseph Lee – Peter
- Dominic Hoffman – Isaac[2]